# Ева Хаљецка Петковић
Ева Хаљецка Петковић (1870 — 1947) била је лекарка, прва гинеколошкиња на Балкану, прва управница Одељења за породиље и женске болести у Нишу, борац за права жена лекара и прва жена која је извела царски рез у Србији.

## Биографија
Рођена је 1870. године на селу у Конгресној Пољској, на самој граници са Руском Империјом. Евина мајка преминула је током њеног порођаја, а њу је одгајио и школовао отац, грађевински инжењер Марко Хаљецки. Због природе посла њеног оца, Ева је често са њим путовала и често се селила.
У Београду се удала за Косту Петковића, доктора права, са којим је добила ћерку Веру и убрзо се развела.
Преминула је у 1947. године, а сахрањена на Новом гробљу.

## Образовање
Ева је основну школу завршила у Одеси, а средњу у Кијеву, где јој је отац био на служби. Након завршетка средње школе, уписује медицину 1886. године, коју студира у Берну, а потом и Цириху, где дипломира 1891. године. Специјализацију је завршила у Бечу на Универзитетској гинеколошкој-акушерској клиници у класи чувеног професора Фридриха Шаута.
Након завршетка школовања придружује се оцу, који је радио на изградњи пристаништа и плану обале Дунава у околини Београда.

## Каријера
Ева свој први посао налази у Београду, у јануару 1892. године, одлуком Министарства унутрашњих дела Србије, на место помићнице лекара у Општој државној болници у Београду. Године 1905. добија посао секундарне лекарке на Гинеколошко-бабичком одељењу Опште државне болнице, такође одлуком Министарства унутрашњих дела Србије.
Након посла у Београду, Ева одлази у Ниш, где бива постављена 1909. године за секундарну лекарку Нишке окружне болнице. У Нишу је обављала дужност управнице Окружне болнице током Балканских ратова 1912—1913, за време Првог светског рата, од 1915. године као заробљеница бугарске војске, за време окупације Ниша и од децембра 1918. до септембра 1919. године.
поред посла управника и лекара, др. Ева Хањецка је радила и у колеричним баракама, у којима су се налазили венерични, очни и други болесници, које тада нишко-енглеска болница није хтела да прими.
Након посла управнице Окружне болнице и краја Првог светског рата, исте године Ева постаје помоћна лекарка на Одељењу за породиље и женске болести Нишке окружне болнице. Наредне, 1920. године 3. јануара, указом Министарства, постаје шефица Одељења Нишке окружне болнице и на тој функцији остаје све до 1924. године када одлази у пензију.
Учествовала је на Првом конгресу лекара и природњака у Краљевини Србији 1904. године у Београду, када је изабрана за члана организационог одбора. Приказала је рад „Sectio Cesarea“ на Првом југословенском састанку за оперативну медицину у Београду, 1911. године. Др Ева Хаљецка је поставила темеље Гинеколошко-акушерске клинике.
Била је прва жена на Балкану која је обавила царски рез, 1910. године, прва гинеколошкиња на Балкану и прва управница Одељења за породиље и женске болести у Нишу.

## Борац за женска права
Ева Хаљецка била је једна од наистакнутијих бораца за изједначавање права жена са правима мушкараца.Народној скупштини Србије упутила је приговор 1908. године, у коме је аргументовано тражила изједначавање права жена лекара са правима лекара мушкараца. Приговор је гласио :

Да пређемо на нас женске лекаре. 
Држава тражи од нас потпуно једнаке квалификације као и од наших мушких колега, а одређује нам веома узан деликруг рада. Ми женски лекари можемо у Србији да будемо само лекари помоћници по болницама, са платом од 125. динара, од почетка до гроба. Држава је међутим користила нас, женске лекаре, постављала и поставља нас још и сада на места лекарских помоћника, експлатише наш рад иако се у току дугих година увидело да смо потпуно способне за самосталан рад''. — Ева Хаљецка Петковић

Цео радни век посветила је стручном раду и унапређењу медицине, нарочито унапређењу женског здравља. Била је једна од најактивних чланица Српског лекарског друштва у Београду и Нишу.
За своју пожртвованост и рад на пољу медицине, одликована је краљевским орденом Светог Саве петог реда (1913), Крстом милосрђа, за неговање болесних и рањених током и после рата (1914) и краљевским орденом Светог Саве четвртог реда (1915). Преминула је 1947. године.